# Encyclopaedia Hồi giáo

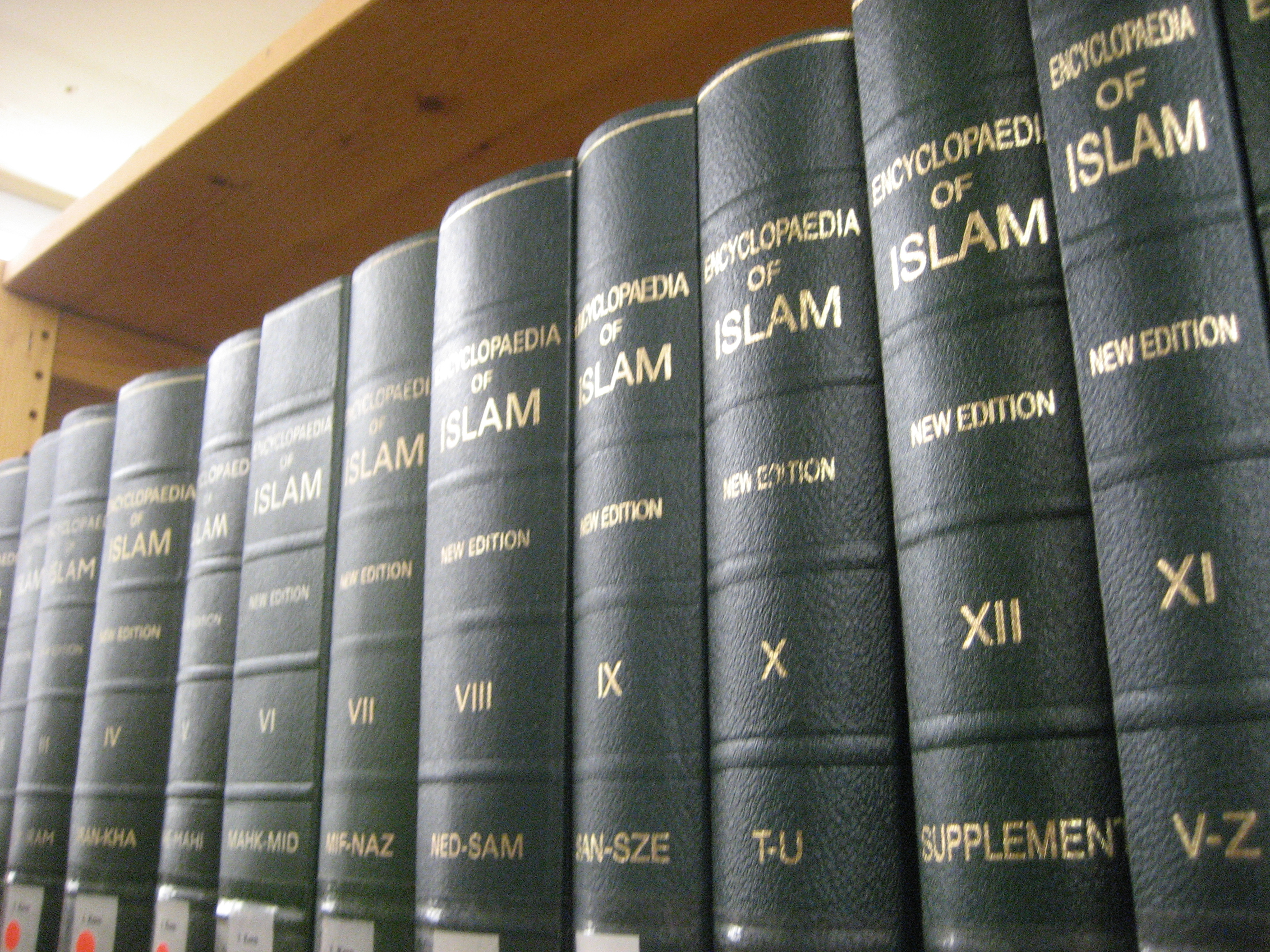
Encyclopaedia Hồi giáo. Xuất bản lần thứ 2

Encyclopaedia Hồi giáo (EI) là bộ bách khoa toàn thư về các môn học hàn lâm về Hồi giáo. Bộ sách được Nhà xuất bản Brill Hà Lan xuất bản. Bộ sách được coi là công trình tham khảo tiêu chuẩn trong lĩnh vực nghiên cứu Hồi giáo . Phiên bản đầu tiên được xuất bản năm 1913–1938, lần thứ hai vào năm 1954–2005, và lần thứ ba được bắt đầu năm 2007.
Theo Nhà xuất bản Brill Encyclopaedia Hồi giáo bao gồm "các bài viết về Hồi giáo nổi tiếng ở mọi thời đại và vùng đất, về các bộ lạc và triều đại, về thủ công và khoa học, về các tổ chức chính trị và tôn giáo, về địa lý, dân tộc học, động thực vật của các quốc gia khác nhau và trên phạm vi địa lý và di tích của các thị trấn và thành phố lớn. Trong phạm vi địa lý và lịch sử nó bao gồm đế chế Hồi giáo Arabo cổ, các quốc gia Hồi giáo Iran, Trung Á, tiểu lục địa Ấn Độ, Indonesia, Đế chế Ottoman và tất cả các nước Hồi giáo khác".